# Controverses (revue)
Pour la notion, voir Controverse.
Controverses est une revue française d'idées fondée en mars 2006 par Shmuel Trigano et publiée par les Éditions de l'éclat. Elle cesse de paraître en décembre 2011 après 18 numéros. Faisant le constat d'une « mutation globale de l'univers démocratique », la revue entendait « contribuer à la compréhension du nouveau paysage politique, social et culturel » et « ouvrir le débat loin du politiquement correct », en approfondissant notamment le « renouveau inattendu de la vieille question juive ».

## Auteurs d'articles
- Gil Delannoi
- Frédéric Encel
- Gilles-William Goldnadel
- Daniel Pipes
- Dominique Schnapper